# Louis Bourdages
Pour les articles homonymes, voir Bourdages (homonymie).
Louis-Marie Bourdages, né à L'Ancienne-Lorette le 6 juin 1764 et mort à Saint-Denis-sur-Richelieu le 20 janvier 1835, est un homme politique et patriote franco-canadien.

## Biographie
Fils du docteur Raymond Bourdages, il étudie au Petit Séminaire de Québec où il fait la connaissance de Pierre-Stanislas Bédard.
Il commence sa carrière professionnelle comme marin au long-cours avant de s'installer comme marchand, en 1787, à Québec. En 1790, il s'installe à Saint-Denis-sur-Richelieu où il exerce la profession de cultivateur.
Devenu notaire (1805), il prend part en 1806 à la fondation du journal Le Canadien. Surintendant des postes de relais (1814), il est élu à la Chambre d'assemblée du Bas-Canada comme député de Richelieu (1804-1810) puis de Buckingham (1815-1827) et de Nicolet (1830-1834).
Un des rédacteurs des 92 résolutions, il participait activement à l'organisation des futures insurrections de 1837 lorsqu'il meurt d’une attaque d'apoplexie à Saint-Denis-sur-Richelieu.
Il est le père du patriote Jean-David dit Rémi-Séraphin Bourdages (1799-1883).
Jules Verne l'évoque dans son roman Famille-Sans-Nom (partie 1, chapitre IV).

## Hommages
La rue Bourdages a été nommée en son honneur en 1969 dans la ville de Québec.